# Биреджик
Биреджик (тур. Birecik) — город и район на западе провинции Шанлыурфа (Турция) на реке Евфрат.

## История
В древнегреческие времена город назывался Бирта (греч. Βίρθα, лат. Birtha), позднее на какое-то время был переименован в Македонополис. Здесь также находился римский город Зеугма (в настоящее время — на дне водохранилища).
Когда крестоносцы основали Эдесское графство, то называли местный город Биле (фр. Bile).
В 1144 году город был отнят у христиан Емадедином Зенки, а в 1265 году взят монголами, которые при вторичном нападении потерпели здесь поражение 10 декабря 1275 года.
После вхождения в состав Османской империи город стали называть Биреджик.